# Paulie
Paulie er en amerikansk familiefilm fra 1998 om papegøjen Paulie. Filmen blev udgivet på VHS af DreamWorks Home Entertainment.